# Jules Dupré
Jules Dupré (ur. 5 kwietnia 1811 w Nantes, zm. 6 października 1889 w L’Isle-Adam) – francuski malarz-pejzażysta Szkoły Barbizońskiej.

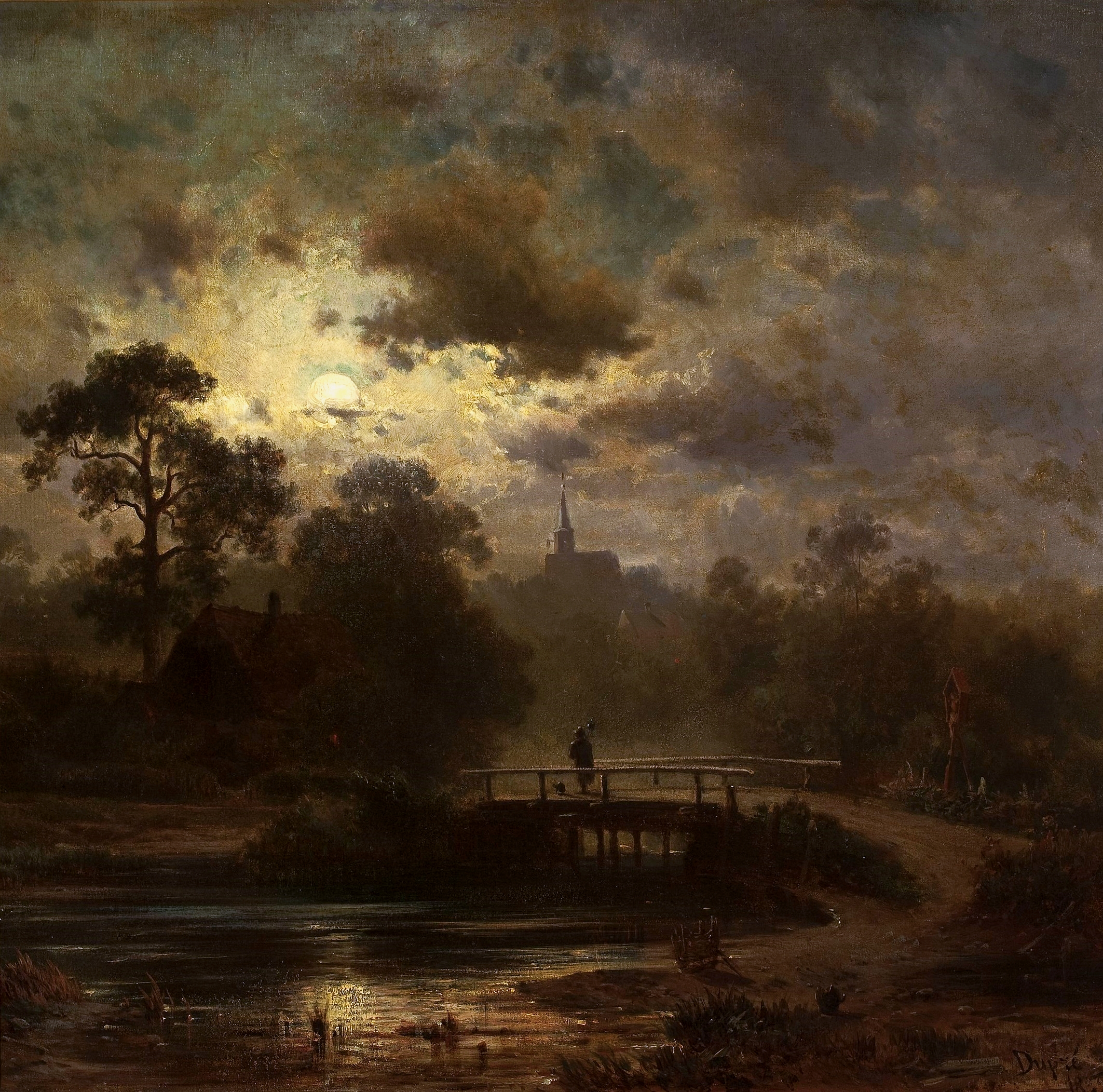
Krajobraz w świetle księżyca (1852), Muzeum Narodowe w Warszawie

Jest uważany za twórcę nowoczesnego francuskiego malarstwa krajobrazowego.

## Życiorys
Dupré był synem producenta porcelany i pracował początkowo w zakładzie ojca, zajął się potem malarstwem pejzażowym i na Salonie Paryskim 1831 wystawił pięć krajobrazów z departamentu Haute-Vienne. Po dłuższej przerwie wystawił Dupré 12 obrazów na Wystawie Światowej 1867. Po kolejnej przerwie wystawił na wystawie krajowej 1883 osiem krajobrazów, świadczących o znacznym potencjale twórczym artysty mimo jego podeszłego wieku.
W dążeniu do uzyskania wyrazistości malował nakładając farby tak grubo, że czasami jego obrazy przypominały płaskorzeźby. Poświęcał też wiele uwagi oświetleniu malowanych widoków, zwłaszcza zachodom słońca. Dupré został Oficerem Legii Honorowej.
Jego brat Léon Victor Dupré urodzony w Limoges był też malarzem-pejzażystą.
W zbiorach Muzeum Narodowego w Warszawie znajduje się jego obraz Krajobraz w świetle księżyca (1852)